# Moravská Třebová (stacja kolejowa)
Moravská Třebová – stacja kolejowa w Moravská Třebová, w kraju pardubickim, w Czechach. Znajduje się na wysokości 345 m n.p.m.
Na stacji istnieje możliwość zakupu biletów na wszystkiego rodzaju pociągi oraz rezerwacji miejsc. 

## Linie kolejowe
- 017 Moravská Třebová - Moravská Třebová - Chornice